# Залесе (Влоцлавський повіт)
Залесе (пол. Zalesie) — село в Польщі, у гміні Ходеч Влоцлавського повіту Куявсько-Поморського воєводства.
Населення — 228 осіб (2011).
У 1975-1998 роках село належало до Влоцлавського воєводства.

## Демографія
Демографічна структура станом на 31 березня 2011 року:
|          | Загалом | Допрацездатний вік | Працездатний вік | Постпрацездатний вік |
| -------- | ------- | ------------------ | ---------------- | -------------------- |
| Чоловіки | 114     | 26                 | 73               | 15                   |
| Жінки    | 114     | 22                 | 59               | 33                   |
| Разом    | 228     | 48                 | 132              | 48                   |